# متال گیر سالید دلتا: اسنیک ایتر
متال گیر سالید دلتا: اسنیک ایتر (ژاپنی: メタルギアソリッドΔ スネークイーター هپبورن: Metaru Gia Soriddo Deruta Sunēku Ītā) یک بازی ویدئویی رو به انتشار در سبک مخفی‌کاری و اکشن ماجراجویی است که به عنوان نسخهٔ بازخلق شده متال گیر سالید ۳: اسنیک ایتر در سال ۲۰۰۴ محسوب می‌شود و توسط کونامی ساخته و منتشر خواهد شد. مانند بازی اصلی، وقایع بازی در سال ۱۹۶۴ اتفاق می‌افتد و داستانِ مأمور ویژهٔ یگان فاکس با اسم رمز مار عریان (نیکد اسنیک) را دنبال می‌کند که نه‌تنها در تلاش است یک دانشمند هسته‌ای اهل روس را نجات و از تکمیل شدن ساخت یک ابر سلاح هسته‌ای جلوگیری کند، بلکه وظیفه دارد مابین تنش‌های جنگ سرد بدگمانی‌های شوروی را نسبت به کشورش از میان بردارد، و در این میان طی مأموریت با مربی سابقش باس که به جناح شوروی پیوسته نیز مواجه می‌شود.
بازسازی این بازی عرضهٔ اولین عنوان مهم از زمان انتشار متال گیر سروایو (۲۰۱۸) به حساب می‌آید که با دریافت بازخوردهای منفی از سمت طرفداران سرآغازی برای خروج شرکت کونامی از توسعه و نشر بازی‌های پرهزینه کنسول‌های خانگی شد. استودیو سنگاپوری ورتوس نقش تیم پشتیبان را داشته و در روند توسعه با کونامی همکاری خواهد داشت. بازی به‌طور رسمی در ماه مه سال ۲۰۲۳ رونمایی شد و قرار است در سال ۲۰۲۵ برای پلتفرم‌های پلی‌استیشن ۵، ایکس‌باکس سری اکس/اس، و مایکروسافت ویندوز در دسترس قرار گیرد.

## توسعه
به دنبال جدایی خالق این مجموعه هیدئو کوجیما از کونامی و انتشار متال گیر سالید ۵: فانتوم پین (۲۰۱۵)، هیئت مدیره کونامی آقای هیدکی هایاکاوا در اکتبر سال ۲۰۱۵ اعلام کرد که پیرو تغییر سیاست‌های شرکت مبنی بر تمرکز بیشتر بر روی بازار بازی‌های موبایلی و دستگاه‌های آرکید قصد دارد به شکل گسترده‌ای از سرمایه‌گذاری در توسعه و نشر بازی‌های پرهزینه کنسول‌های خانگی و رایانه‌های شخصی خارج شود. در ادامهٔ همین سیاست کونامی مدتی بعد در ماه ژوئن سال ۲۰۱۶ از یک دستگاه آرکید به نام متال گیر سالید ۳ پاچینکو رونمایی و آن را انحصاراً در ژاپن روانه بازار کرد. بعد از انتشار نسخه فرعی متال گیر سروایو که یک شکست تجاری بود، آینده این مجموعه بازی در هاله‌ای از ابهام قرار گرفت. در اکتبر سال ۲۰۲۱ نویسنده سابق وب‌سایت ویدئو گیم کرانیکل آقای اندی رابینسون گزارش داد که کونامی طی اقداماتی سعی داشته تا با تمرکز بر روی توسعه عناوین برجسته خود در مسیر احیای حضورش در بازار اصلی بازی‌های ویدئویی قدم بگذارد، که این اقدامات شامل آغاز تولید چندین پروژه جدید از فرنچایزهایی بوده که تا قبل از این به سبب تحولات اعمال شده از سوی ناشر در جهت تمرکز بر روی بازی‌های موبایل و آرکید از اولویت خارج شده بودند.
بازسازی نسخه اسنیک ایتر حاصل همکاری تیم توسعه داخلی کونامی دیجیتال انترتینمنت (KDE) که مسئول ساخت نسخه‌های پیشین متال گیر بوده و استودیو ورتوس به عنوان تیم حامی خواهد بود. استودیو ورتوس همچنین در انتقال (پورت) پنج نسخه ابتدایی این سری به کنسول‌های مدرن در قالب مجموعه‌ای به نام متال گیر سالید مستر کالکشن جلد ۱ به کمک کونامی خواهد آمد.
کونامی دلیل انتخاب این نسخه مابین دیگر نسخه‌ها را برای بازسازی ماهیت این بازی عنوان کرده که از لحاظ داستانی نقطه آغازین این مجموعه به حساب می‌آید و شخصیت بیگ‌باس را در سال‌های شکل‌گیری‌اش به تصویر می‌کشد. کونامی همچنین تأیید کرده که نه هیدئو کوجیما و نه طراح و تصویرگر نسخه اصلی یوجی شینکاوا هیچ دخالتی در توسعه این بازسازی نخواهند داشت، اما هدف تیم توسعه تولید یک اقتباس وفادارانه از نسخه اصلی بوده و به این ترتیب روشن کرده که روایت اصلی داستان دچار تغییرات اضافه نخواهد شد. استفاده از نماد دلتا (Δ) در عنوان بازی به منظور ادای احترام به نشان «تغییر» و «تفاوت» بدون تغییر در ساختار کلی بوده، که اشاره به ساخت یک بازسازی وفادارانه از نسخه اصلی را دارد. این بازسازی از صداگذاری و صداپیشگی نسخه اصلی بهره می‌گیرد و قرار نیست صداپیشگان مجدداً نقش‌های خود را ایفا و ضبط کنند.

## انتشار
بازی رسماً در تاریخ ۲۴ ماه مه سال ۲۰۲۳ به همراه متال گیر سالید مستر کالکشن جلد ۱ که حاوی پنج نسخه ابتدایی این سری از جمله نسخه اصلی اسنیک ایتر است طی مراسم پلی‌استیشن شوکیس برای پلی‌استیشن ۵ معرفی شد. بعد از ارائه نمایش بازی همچنین تأیید شد که بازی برای ایکس‌باکس سری اکس/اس و از طریق استیم برای مایکروسافت ویندوز نیز عرضه خواهد شد و انتظار می‌رود در سال ۲۰۲۵ روانه بازار شود.